# Айова
А̀йова (на английски: Iowa) е 29-ият по ред щат на САЩ. Пощенски код IA, столица Де Мойн. Айова е 30-ият по население щат в САЩ с 3 156 145 жители (2018), 1,53% от населението на САЩ. Площ е 145 746 km² (26-о място, 0,96% от територията на САЩ), от които 145 076 km² са суша и 670 km² – вода (0,46%).

## География

### Географско положение, граници
Щатът Айова е разположен в северната част на Средния Запад на САЩ, между реките Мисисипи на изток и Мисури на запад. Граничи със следните щати: на запад – Небраска, на северозапад – Южна Дакота, на север – Минесота, на североизток – Уисконсин, на изток – Илинойс, на юг – Мисури.

### Релеф
Релефът на Айова е равнинен, обхващащ северните части на обширните прерии. Надморската височина варира от 180 m на изток в поречието на Мисисипи до 500 m на запад, където преминава вододела между водосборните басейни на реките Мисисипи и Мисури. В крайните западни части отново се понижава до около 250 m в долината на река Мисури. Максималната височина от 1670 f (509 m) се намира в най-северозападната част на щата, в окръг Оцеола, в близост до границата с щата Минесота. Минималната надморска височина от 145 m е разположена на брега на Мисисипи, при устието на река Де Мойн, югозападно от град Кеокук.

### Води
По източната граница на щата, от север на юг протича река Мисисипи, като около 2/3 от територията на щата (източната и средната част) принадлежи към нейния водосборен басейн. Основни десни притоци на Мисисипи в пределите на Айова са реките: Ъпър Айова, Търки, Уапсипиникон, Айова (със Сидар), Скунк, Де Мойн и др. Останалата 1/3 от територията на Айова (западната и южната част) принадлежи към водосборния басейн на река Мисури, която протича с част от долното си течение по западната граница на щата от север на юг. Основните ѝ леви притоци са: Биг Сиукс, Флойд, Литъл Сиукс, Бойер, Уолнът, Таркио, Нодавей, Плат, Гранд Ривър (с Томпсън), Шаритон и др. В щата има две по-големи езера: Ред Рок, на река Де Мойн и Ратбън на река Шаритон.

### Климат
Климатът на Айова е континентален, но с голямо количество валежи. Лятото е горещо и влажно, като често температурата превишава 38 °C. Зимата е студена и сравнително суха със средна януарска температура -18 °C. През пролетта и лятото чести явления в щата са новоднения, бури и торнадо.

## Транспорт
През щата преминават участъци от 6 междущатски магистрали 18 междущатски шосета:
- Междущатска магистрала  – 151,8 мили (244,4 km), в западната част, от север на юг;
- Междущатска магистрала  – 219,2 мили (352,8 km), в централната част, от север на юг;
- Междущатска магистрала  – 303,2 мили (488,0 km), през средата на щата, от запад на изток;
- Междущатска магистрала  – 13,8 мили (22,2 km), в пределите на столицата Де Мойн;
- Междущатска магистрала  – 73,1 мили (117,6 km), в източната част, през град Сидър Рапидс;
- Междущатска магистрала  – 29,4 мили (47,3 km), в западната част, северно от град Каунсъл Блафс;

- Междущатско шосе  – 319,6 мили (514,4 km), през средата на щата, от запад на изток, като голяма част се дублира с Междущатска магистрала , в т.ч. през столицата Де Мойн;
- Междущатско шосе  – 311,5 мили (501,2 km), в северната част, от запад на изток;
- Междущатско шосе  – 301,4 мили (485,1 km), в централната част, от запад на изток;
- Междущатско шосе  – 330,4 мили (531,8 km), в централната част, от запад на изток;
- Междущатско шосе  – 269,3 мили (433,4 km), в южната част, от запад на изток;
- Междущатско шосе  – 166,4 мили (267,8 km), в североизточната част, от северозапад на югоизток;
- Междущатско шосе  – 208,0 мили (334,7 km), в западната част, от юг на север;
- Междущатско шосе  – 191,0 мили (307,3 km), в източната част, от юг на север;
- Междущатско шосе  – 234,0 мили (376,5 km), в средната част, от юг на север;
- Междущатско шосе  – 226,0 мили (363,6 km), в средната част, от юг на север, в т.ч. през столицата Де Мойн;
- Междущатско шосе  – 55,4 мили (89,1 km), в източната част, от юг на север;
- Междущатско шосе  – 218,0 мили (350,8 km), в средната част, от юг на север, в т.ч. през столицата Де Мойн;
- Междущатско шосе  – 231,0 мили (371,7 km), в западната част, от юг на север;
- Междущатско шосе  – 80,0 мили (128,7 km), в северозападната част, от юг на север;
- Междущатско шосе  – 107,7 мили (173,3 km), в източната част, от югозапад на североизток;
- Междущатско шосе  – 230,0 мили (370,1 km), в средната част, от юг на север;
- Междущатско шосе  – 275,0 мили (442,6 km), в източната част, от юг на север;
- Междущатско шосе  – 59,4 мили (95,6 km), в югозападната част, от юг на север.

## Градове
- Айова Сити
- Бърлингтън
- Гринел
- Де Мойн
- Клинтън
- Клиър Лейк
- Ле Клер
- Маршалтаун
- Мейсън Сити
- Сидър Рапидс
- Су Сити
- Уинтърсет
- Ватерло
- Форт Додж
- Шефилд

## Окръзи
Щатът Айова е разделен на 99 окръга. Те са:
- С най-големи площи са окръзите Кошут 2520 km², Потауатоми 2471 km² и Удбъри 2261 km², а с най-малки – окръзите Оцеола 1033 km², Емит 1026 km² и Дикинсън 987 km²;
- С най-многобройно население са окръзите Полк 374 601 души, Лин 191 701 души и Скот 158 668 души, а с най-малко население – окръзите Уейн 6730 души, Рингголд 5469 души и Адамс 4482 души;
- С най-голяма плътност на населението са окръзите Полк 253,79 души/km², Лин 103,07 души/km² и Блек Хоук 87,14 души/km², а с най-малка плътност – окръзите Уейн 4,94 души/km², Адамс 4,08 души/km² и Рингголд 3,93 души/km².

| Окръг           | Площ, km² (място в щата) % от площта на щата | Население (2017 г.) (място в щата) % от населението на щата | Плътност, души/km² | Административен център | Основан               | Образуван от:                           | Наименуван в чест на: |
| --------------- | -------------------------------------------- | ----------------------------------------------------------- | ------------------ | ---------------------- | --------------------- | --------------------------------------- | --- |
| 01. Адамс       | 1098, (90), 0,75                             | 4482, (99), 0,14                                            | 4,08               | Корнинг                | 15 януари 1851        | окръг Тейлър                            | Джон Адамс, 2-ри президент на САЩ (1797 – 1801)                                                                            |
| 02. Адеър       | 1474, (50), 1,01                             | 8243, (88), 0,26                                            | 5,59               | Грийнфийлд             | 15 януари 1851        | окръг Кас                               | Джон Адейр (1757 – 1840), 8-и губернатор на Кентъки                                                                        |
| 03. Айда        | 1119, (85), 0,77                             | 7837, (92), 0,25                                            | 7,00               | Айда Гроув             | 15 януари 1851        | окръг Кас                               | Планина Айда в Гърция или име на жена                                                                                      |
| 04. Айова       | 1518, (26), 1,04                             | 15 671, (51), 0,50                                          | 10,32              | Маренго                | 17 февруари 1843      | окръг Вашингтон                         | река Айова, десен приток на Мисисипи                                                                                       |
| 05. Аламаки     | 1658, (18), 1,14                             | 14 675, (56), 0,46                                          | 8,85               | Уокън                  | 20 февруари 1847      | окръг Клейтън                           | Алан Маки, индиански търговец                                                                                              |
| 06. Апанус      | 1285, (73), 0,88                             | 13 721, (60), 0,43                                          | 10,68              | Сентървил              | 17 февруари 1843      | окръг Дейвис                            | Апанус, индиански вожд |
| 07. Бентън      | 1854, (11), 1,27                             | 25 308, (24), 0,80                                          | 13,65              | Винтън                 | 21 декември 1837      | територия Уисконсин                     | Томас Харт Бентън, сенатор (1821 – 1851)                                                                                   |
| 08. Блек Хоук   | 1469, (57), 1,01                             | 128 012, (4), 4,06                                          | 87,14              | Ватерло                | 17 февруари 1843      | окръг Делауеър                          | Черния Ястреб (на английски: Black Hawk) (1767 – 1838), индиански вожд                                                     |
| 09. Бремър      | 1109, (89), 0,76                             | 23 325, (26), 0,74                                          | 21,03              | Уейвърли               | 15 януари 1851        | окръг Уинебаго                          | Фредерика Бремър (1801 – 1865), шведска поетеса и писателка                                                                |
| 10. Буена Виста | 1489, (38), 1,02                             | 20 411, (33), 0,65                                          | 13,71              | Сторм Лейк             | 15 януари 1851        | окръзи Клей и Сак                       | Битката при Буена Виста по време на Американо-мексиканската война                                                          |
| 11. Бун         | 1481, (42), 1,02                             | 26 224, (23), 0,83                                          | 17,71              | Бун                    | 13 януари 1846        | окръг Полк                              | Нейтън Бун (1781 – 1863), един от първите изследователи на Айова                                                           |
| 12. Бътлър      | 1502, (30), 1,03                             | 15 305, (53), 0,48                                          | 10,19              | Алисън                 | 15 януари 1851        | окръзи Блек Хоук и Бюканън              | Уилям Орландо Бътлър (1791 – 1880), кандидат за вицепрезидент на САЩ                                                       |
| 13. Бюканън     | 1479, (45), 1,01                             | 21 093, (31), 0,67                                          | 14,26              | Индипендънс            | 21 декември 1837      | окръг Делауеър и територия Уисконсин    | Джеймс Бюканън, 15-и президент на САЩ (1857 – 1861)                                                                        |
| 14. Ван Бюрън   | 1256, (74), 0,86                             | 7809, (93), 0,25                                            | 6,22               | Киасокуа               | 7 декември 1836       | окръг Де Мойн                           | Мартин Ван Бюрън, 8-и президент на САЩ (1837 – 1841)                                                                       |
| 15. Вашингтон   | 1474, (54), 1,01                             | 20 670, (32), 0,65                                          | 14,02              | Вашингтон              | 25 януари 1839        | територия Уисконсин                     | Джордж Вашингтон, 1-ви президент на САЩ (1789 – 1797)                                                                      |
| 16. Грийн       | 1471, (56), 1,01                             | 10 366, (79), 0,33                                          | 7,05               | Джеферсън              | 15 януари 1851        | окръг Далас                             | Натаниъл Грийн (1742 – 1786), американски генерал от Войната за независимост                                               |
| 17. Грънди      | 1303, (71), 0,89                             | 12 369, (64), 0,39                                          | 9,49               | Грънди Сентър          | 15 януари 1851        | окръг Блек Хоук                         | Феликс Грънди (1777 – 1840), сенатор в конгреса на САЩ                                                                     |
| 18. Гътри       | 1531, (22), 1,05                             | 11 353, (73), 0,36                                          | 7,42               | Гътри Сентър           | 8 юли 1851            | окръг Джаксън                           | Едуин Гътри, американски офицер, герой от Американо-мексиканската война                                                    |
| 19. Далас       | 1518, (25), 1,04                             | 40 750, (14), 1,29                                          | 26,84              | Адел                   | 13 януари 1846        | окръг Полк                              | Джордж Мъфлин Далас (1792 – 1864), 11-и вицепрезидент на САЩ                                                               |
| 20. Де Мойн     | 1077, (93), 0,74                             | 42 351, (12), 1,34                                          | 39,32              | Бърлингтън             | 6 септември 1834      | територия Мичиган и територия Уисконсин | Река Де Мойн, десен приток на Мисисипи                                                                                     |
| 21. Дейвис      | 1303, (70), 0,89                             | 8541, (87), 0,27                                            | 6,55               | Блумфийлд              | 17 февруари 1843      | окръг Ван Бюрен                         | Гарет Дейвис (1801 – 1872), американски конгресмен                                                                         |
| 22. Делауеър    | 1497, (33), 1,03                             | 18 404, (40), 0,58                                          | 12,29              | Манчестър              | 21 декември 1837      | окръг Дъбюк и територия Уисконсин       | Делауеър, американски щат или окръг Делауеър, щат Ню Йорк                                                                  |
| 23. Джаксън     | 1647, (19), 1,13                             | 20 296, (35), 0,64                                          | 12,12              | Макоукита              | 21 декември 1837      | територия Уисконсин                     | Ендрю Джаксън, 7-и президент на САЩ (1829 – 1837)                                                                          |
| 24. Джаспър     | 1891, (8), 1,30                              | 37 213, (19), 1,18                                          | 19,68              | Нютън                  | 13 януари 1846        | окръг Махаска                           | Уилям Джаспър (1750 – 1779), американски сержант, герой от Войната за независимост                                         |
| 25. Джеферсън   | 1127, (81), 0,77                             | 16 181, (50), 0,51                                          | 14,36              | Феърфийлд              | 21 януари 1839        | индиански територии                     | Томас Джеферсън, 3-ти президент на САЩ (1801 – 1809)                                                                       |
| 26. Джонсън     | 1590, (20), 1,09                             | 111 006, (5), 3,52                                          | 69,82              | Айова Сити             | 21 декември 1837      | окръг Де Мойн и територия Уисконсин     | Ричард Джонсън (1780 – 1850), вицепрезидент на САЩ (1837 – 1841)                                                           |
| 27. Джоунс      | 1489, (39), 1,02                             | 20 221, (36), 0,64                                          | 13,58              | Анамоса                | 21 декември 1837      | територия Уисконсин                     | Джордж Джоунс (1804 – 1896), сенатор от Айова                                                                              |
| 28. Дикейтър    | 1378, (65), 0,95                             | 8689, (85), 0,28                                            | 6,31               | Лион                   | 13 януари 1846        | окръг Апанус                            | Стивън Дикейтър (1779 – 1820), американски морски офицер, герой от Англо-американската война                               |
| 29. Дикинсън    | 987, (99), 0,68                              | 16 424, (49), 0,52                                          | 16,64              | Спирит Лейк            | 15 януари 1851        | окръг Кошут                             | Даниел Дикинсън (1800 – 1866), сенатор от щата Ню Йорк                                                                     |
| 30. Дъбюк       | 1575, (21), 1,08                             | 89 143, (7), 2,82                                           | 56,60              | Дъбюк                  | 6 септември 1834      | територия Мичиган и територия Уисконсин | Жулиен Дъбюк (1762 – 1810), първият бял заселник в Айова                                                                   |
| 31. Емит        | 1026, (98), 0,70                             | 11 027, (75), 0,35                                          | 10,75              | Естървил               | 15 януари 1851        | окръзи Дикинсън и Кошут                 | Емит Робърн (1778 – 1803), ирландски революционер                                                                          |
| 32. Калхун      | 1476, (48), 1,01                             | 11 115, (74), 0,35                                          | 7,53               | Рокуел Сити            | 15 януари 1851        | окръг Фокс (преименуван)                | Джон Калхун, вицепрезидент на САЩ (1825 – 1832)                                                                            |
| 33. Кас         | 1461, (58), 1,00                             | 14 684, (55), 0,47                                          | 10,05              | Атлантик               | 15 януари 1851        | окръг Потауатоми                        | Луис Кас, сенатор от щата Мичиган                                                                                          |
| 34. Кеокук      | 1500, (32), 1,03                             | 11 400, (72), 0,36                                          | 7,60               | Сигърни                | 21 декември 1837      | окръг Вашингтон                         | Кеокук (1767 – 1848), индиански вожд                                                                                       |
| 35. Керъл       | 1474, (51), 1,01                             | 21 421, (29), 0,68                                          | 14,53              | Керъл                  | 15 януари 1851        | окръг Гътри                             | Чарлз Керъл (1737 – 1832), един от подписалите декларацията за независимостта на САЩ                                       |
| 36. Кларк       | 1116, (87), 0,77                             | 9133, (84), 0,29                                            | 8,18               | Оцеола                 | 13 януари 1846        | окръг Лукас                             | Джеймс Кларк, 3-ти губелнатор на територия Айова (1845 – 1846)                                                             |
| 37. Клей        | 1474, (52), 1,01                             | 17 372, (43), 0,55                                          | 11,79              | Спенсър                | 15 януари 1851        | индиански земи                          | Хенри Клей младши (1807 – 1847), американски офицер, герой от Американо-мексиканската война                                |
| 38. Клейтън     | 2018, (5), 1,38                              | 18 678, (39), 0,59                                          | 9,26               | Елкейдър               | 21 декември 1837      | окръг Дъбюк и територия Уисконсин       | Джон Клейтън (1796 – 1856), сенатор от щата Делауеър                                                                       |
| 39. Клинтън     | 1800, (15), 1,24                             | 50 149, (10), 1,59                                          | 27,86              | Клинтън                | 21 декември 1837      | окръг Дъбюк и територия Уисконсин       | Клинтън Деуит (1769 – 1828), губернатор на щата Ню Йорк                                                                    |
| 40. Кошут       | 2520, (1), 1,73                              | 17 163, (44), 0,54                                          | 6,81               | Алгона                 | 15 януари 1851        | окръг Уебстър                           | Лайош Кошут, унгарски революционер                                                                                         |
| 41. Кроуфорд    | 1849, (13), 1,27                             | 16 942, (46), 0,54                                          | 9,16               | Денисън                | 15 януари 1851        | окръг Шелби                             | Уилям Кроуфорд (1772 – 1834), сенатор от щата Джорджия                                                                     |
| 42. Лий         | 1339, (67), 0,92                             | 38 052, (18), 1,21                                          | 28,42              | Форт Мадисън и Кеокук  | 7 декември 1836       | окръг Де Мойн                           | Робърт Лий (1807 – 1870), американски генерал от Конфедерацията                                                            |
| 43. Лин         | 1860, (10), 1,28                             | 191 701, (2), 6,07                                          | 103,07             | Сидър Рапидс           | 21 декември 1837      | територия Уисконсин                     | Луис Лин (1795 – 1843), американски лекар, сенатор от щата Мисури                                                          |
| 44. Лион        | 1523, (24), 1,04                             | 11 763, (69), 0,37                                          | 7,72               | Рок Рапидс             | 15 януари 1851        | окръг Удбъри                            | Натаниел Лион (1818 – 1861), американски генерал, герой от Гражданската война                                              |
| 45. Луиза       | 1041, (94), 0,71                             | 12 183, (66), 0,39                                          | 11,70              | Уопълоу                | 7 декември 1836       | окръг Де Мойн                           | Луиза Маси, жена отмъстила за убийството на брат си                                                                        |
| 46. Лукас       | 1116, (88), 0,77                             | 9422, (83), 0,30                                            | 8,44               | Чаритън                | 13 януари 1846        | окръг Монро                             | Робърт Лукас (1781 – 1853), губернатор на територия Айова                                                                  |
| 47. Мариън      | 1435, (61), 0,98                             | 32 052, (21), 1,02                                          | 22,34              | Ноксвил                | 10 юни 1945           | окръг Вашингтон                         | Франсис Мариън (1732 – 1795), американски генерал, герой от Войната за независимост                                        |
| 48. Маршал      | 1481, (43), 1,02                             | 39 311, (17), 1,25                                          | 26,54              | Маршалтаун             | 13 януари 1846        | окръг Джаспър                           | Джон Маршал (1755 – 1835), 4-ти председател на Върховния съд на САЩ                                                        |
| 49. Махаска     | 1479, (47), 1,01                             | 22 335, (27), 0,71                                          | 15,10              | Оскалуса               | 17 февруари 1843      | индиански земи                          | Махаска (1784 – 1834), индиански вожд                                                                                      |
| 50. Медисън     | 1453, (60), 1,00                             | 14 019, (59), 0,44                                          | 9,65               | Уинтърсет              | 13 януари 1846        | окръг Полк                              | Джеймс Медисън, 4-ти президент на САЩ (1809 – 1817)                                                                        |
| 51. Милс        | 1132, (80), 0,78                             | 14 547, (57), 0,46                                          | 12,85              | Гленууд                | 15 януари 1851        | окръг Потауатоми                        | Фредерик Милс, американски офицер, загинал в Американо-мексиканската война                                                 |
| 52. Мичъл       | 1215, (76), 0,83                             | 10 874, (76), 0,34                                          | 8,95               | Оусейдж                | 15 януари 1851        | окръг Чикасо                            | Джон Мичъл (1815 – 1875), ирландски революционер, журналист                                                                |
| 53. Монона      | 1795, (16), 1,23                             | 10 020, (81), 0,32                                          | 5,58               | Онауа                  | 15 януари 1851        | окръг Харисън                           | индианска дума за произхода на индиандите                                                                                  |
| 54. Монро       | 1121, (84), 0,77                             | 8016, (89), 0,25                                            | 7,15               | Албия                  | 17 февруари 1843      | окръг Уапело                            | Джеймс Монро, 5-и президент на САЩ (1817 – 1825)                                                                           |
| 55. Монтгомъри  | 1098, (91), 0,75                             | 11 771, (68), 0,37                                          | 10,72              | Ред Оук                | 15 януари 1851        | окръг Полк                              | Ричърд Монтгомъри (1738 – 1875), американски генерал, герой от Войната за независимост                                     |
| 56. Мъскътийн   | 1137, (79), 0,78                             | 41 722, (13), 1,32                                          | 36,69              | Мъскътийн              | 7 декември 1836       | окръг Де Мойн                           | индианско племе |
| 57. О'Брайън    | 1484, (40), 1,02                             | 15 102, (54), 0,48                                          | 10,18              | Примгар                | 15 януари 1851        | окръг Чероки                            | Уилям О'Брайън (1803 – 1864), ирландски революционер                                                                       |
| 58. Одубън      | 1147, (78), 0,79                             | 6830, (96), 0,22                                            | 5,95               | Одубън                 | 15 януари 1851        | окръзи Блек Хоук и Кас                  | Джон Одубън (1785 – 1851), американски орнитолог, художник                                                                 |
| 59. Оцеола      | 1033, (97), 0,71                             | 7003, (94), 0,22                                            | 6,78               | Сибли                  | 15 януари 1851        | окръг Удбъри                            | Оцеола (1804 – 1838), индиански вожд                                                                                       |
| 60. Пало Алто   | 1461, (59), 1,00                             | 10 147, (80), 0,32                                          | 6,95               | Еметсбърг              | 15 януари 1851        | окръг Кошут                             | Битката при Пало Алто, по време на Американо-мексиканската война                                                           |
| 61. Пауъшийк    | 1515, (27), 1,04                             | 18 815, (37), 0,60                                          | 12,42              | Монтесума              | 17 февруари 1843      | земи на индианското племе мескуаки      | Пауъшийк, индиански вожд                                                                                                   |
| 62. Пейдж       | 1386, (63), 0,95                             | 16 976, (45), 0,54                                          | 12,25              | Кларинда               | 24 февруари 1847      | окръг Потауатоми                        | Джон Пейдж, американски офицер загинал в Американо-мексиканската война                                                     |
| 63. Плимът      | 2238, (4), 1,54                              | 24 849, (25), 0,79                                          | 11,10              | Ле Марс                | 15 януари 1851        | окръг Удбъри                            | Плимът, град в Англия |
| 64. Покахонтас  | 1497, (34), 1,03                             | 8662, (86), 0,27                                            | 5,79               | Покахонтас             | 15 януари 1851        | окръзи Грийн и Хумболт                  | Покахонтас, известна индианска жена                                                                                        |
| 65. Полк        | 1476, (49), 1,01                             | 374 601, (1), 11,87                                         | 253,79             | Де Мойн                | 13 януари 1846        | индиански земи                          | Джеймс Полк, 11-и президент на САЩ (1845 – 1849)                                                                           |
| 66. Потауатоми  | 2471, (2), 1,70                              | 87 704, (8), 02,78                                          | 35,49              | Кансъл Блафс           | 24 февруари 1847      | индиански земи                          | потауатоми, индианско племе                                                                                                |
| 67. Райт        | 1505, (29), 1,03                             | 14 334, (58), 0,45                                          | 9,52               | Клариън                | 15 януари 1851        | окръзи Уебстър и Кошут                  | Силас Райт (1795 – 1847), губернатор на щата Ню Йорк или Джоузеф Райт (1810 – 1867), губернатор на щата Индиана            |
| 68. Рингголд    | 1393, (62), 0,96                             | 5469, (98), 0,17                                            | 3,93               | Маунт Уър              | 24 февруари 1847      | окръг Тейлър                            | Самюъл Ринголд (1796 – 1846), американски офицер, загинал в Американо-мексиканската война                                  |
| 69. Сак         | 1492, (37), 1,02                             | 11 529, (71), 0,37                                          | 7,73               | Сак Сити               | 15 януари 1851        | окръг Грийн                             | индианско племе |
| 70. Серо Гордо  | 1471, (55), 1,01                             | 46 447, (11), 1,47                                          | 31,58              | Мейсън Сити            | 15 януари 1851        | окръг Флойд                             | Битката при Серо Гордо по време на Американо-мексиканската война                                                           |
| 71. Сидър       | 1502, (31), 1,03                             | 18 187, (41), 0,58                                          | 12,11              | Типтън                 | 21 декември 1837      | територия Уисконсин                     | река Сидар, ляв приток на Айова                                                                                            |
| 72. Сиукс       | 1989, (6), 1,36                              | 31 589, (22), 1,00                                          | 15,88              | Ориндж Сити            | 15 януари 1851        | окръг Плимът                            | индианско племе |
| 73. Скот        | 1186, (77), 0,81                             | 158 668, (3), 5,03                                          | 133,78             | Давенпорт              | 21 декември 1837      | територия Уисконсин                     | Уинфред Скот (1786 – 1866), американски генерал, герой от войната през 1812 г.                                             |
| 74. Стори       | 1484, (41), 1,02                             | 79 981, (9), 2,53                                           | 53,90              | Невада                 | 13 януари 1846        | окръзи Бун, Джаспър и Полк              | Джоузеф Стори (1779 – 1845), съдия във Върховния съд на САЩ                                                                |
| 75. Тама        | 1867, (9), 1,28                              | 18 103, (42), 0,57                                          | 9,70               | Толидо                 | 17 февруари 1843      | окръзи Бентън и Бун                     | съпруга на индианския вожд Пауъшийк                                                                                        |
| 76. Тейлър      | 1383, (64), 0,95                             | 6958, (95), 0,22                                            | 5,03               | Бедфорд                | 24 февруари 1847      | окръг Пейдж                             | Закари Тейлър, 12-и президент на САЩ (1849 – 1850)                                                                         |
| 77. Уапело      | 1119, (86), 0,77                             | 36 051, (20), 1,14                                          | 32,22              | Отъмуа                 | 17 февруари 1843      | индиански земи                          | индиански вожд |
| 78. Удбъри      | 2261, (3), 1,55                              | 103 877, (6), 3,29                                          | 45,94              | Су Сити                | 12 януари 1853        | окръг Полк                              | Леви Удбъри (1789 – 1851), губернатор на Ню Хампшир                                                                        |
| 79. Уебстър     | 1852, (12), 1,27                             | 40 235, (16), 1,27                                          | 21,73              | Форт Додж              | 12 януари 1853        | окръзи Рисли и Йейл (бивши)             | Даниел Уебстър (1782 – 1852), американски държавник                                                                        |
| 80. Уейн        | 1362, (66), 0,93                             | 6730, (97), 0,21                                            | 4,94               | Коридън                | 13 януари 1846        | окръг Апанус                            | Антъни Уейн (1745 – 1796), американски генерал, герой от Войната за независимост                                           |
| 81. Уинебаго    | 1036, (95), 0,71                             | 11 723, (70), 0,37                                          | 11,32              | Форест Сити            | 15 януари 1851        | окръг Кошут                             | индианско племе |
| 82. Уинъшийк    | 1787, (17), 1,23                             | 21 310, (30), 0,68                                          | 11,93              | Декора                 | 20 февруари 1847      | индиански земи                          | Уинъшийк, вожд на индианското племе Уинебаго                                                                               |
| 83. Уорън       | 1481, (44), 1,02                             | 40 671, (15), 1,29                                          | 27,46              | Индианола              | 13 януари 1846        | окръг Полк                              | Джоузеф Уорън (1741 – 1775), американски генерал, герой от Войната за независимост                                         |
| 84. Уърт        | 1036, (96), 0,71                             | 7909, (91), 0,25                                            | 7,63               | Нортууд                | 15 януари 1851        | окръг Мичел                             | Уилям Уърт (1794 – 1849), американски офицер, герой от Американо-мексиканската война                                       |
| 85. Файет       | 1893, (7), 1,30                              | 22 008, (28), 0,70                                          | 11,63              | Уест Юнион             | 21 декември 1837      | окръг Клейтън и територия Уисконсин     | Жилбер Лафайет (1757 – 1834), французин, помогнал на американските колонии в борбата им за независимост                    |
| 86. Флойд       | 1298, (72), 0,89                             | 16 900, (47), 0,54                                          | 13,02              | Чарлз Сити             | 15 януари 1851        | окръг Чикасо                            | Чарлз Флойд (1782 – 1804), участник в експедицията на Луис и Кларк, загинал в Айова                                        |
| 87. Франклин    | 1507, (28), 1,03                             | 10 704, (77), 0,34                                          | 7,10               | Хамптън                | 15 януари 1851        | окръг Чикасо                            | Бенджамин Франклин, американски конгресмен                                                                                 |
| 88. Фримонт     | 1323, (68), 0,91                             | 8010, (90), 0,25                                            | 6,05               | Сидни                  | 24 февруари 1847      | окръг Потауатоми                        | Джон Фримонт, американски военен топограф, участник в Американо-мексиканската война                                        |
| 89. Хамилтън    | 1494, (36), 1,03                             | 16 438, (48), 0,52                                          | 11,00              | Уебстър Сити           | 22 декември 1856      | окръг Уебстър                           | Уилям Хамилтън, председател на сената на Айова (1856 – 1857)                                                               |
| 90. Ханкок      | 1479, (46), 1,01                             | 12 100, (67), 0,38                                          | 8,18               | Гарнър                 | 15 януари 1851        | окръг Райт                              | Джон Ханкок (1737 – 1793), президент на Първия континентален конгрес                                                       |
| 91. Хардин      | 1474, (53), 1,01                             | 18 812, (38), 0,60                                          | 12,76              | Елдора                 | 15 януари 1851        | окръг Блек Хоук                         | Джон Хардин (1810 – 1847), американски офицер, участник в индианската война                                                |
| 92. Харисън     | 1805, (14), 1,24                             | 15 666, (52), 0,50                                          | 8,68               | Логан                  | 15 януари 1851        | окръг Потауатоми                        | Уилям Харисън, 9-и президент на САЩ (1841)                                                                                 |
| 93. Хауърд      | 1225, (75), 0,84                             | 9932, (82), 0,31                                            | 8,11               | Креско                 | 15 януари 1851        | окръг Чикасо                            | Тилман Хауърд (1797 – 1844), американски конгресмен                                                                        |
| 94. Хенри       | 1124, (82), 0,77                             | 20 336, (34), 0,64                                          | 18,09              | Маунт Плезънт          | 7 декември 1836       | територия Уисконсин                     | Хенри Додж (1782 – 1867), губернатор на територия Уисконсин или Джеймс Хенри, американски генерал във войната с индианците |
| 95. Хумболт     | 1124, (83), 0,77                             | 10 381, (78), 0,33                                          | 9,24               | Дакота Сити            | 26 февруари 1857      | окръг Уебстър                           | Александър фон Хумболт, германски естественик                                                                              |
| 96. Чероки      | 1494, (35), 1,03                             | 13 035, (63), 0,41                                          | 8,72               | Чероки                 | 15 януари 1851        | окръг Кроуфорд                          | индианско племе |
| 97. Чикасо      | 1308, (69), 0,90                             | 13 095, (62), 0,41                                          | 10,01              | Ню Хамптън             | 15 януари 1851        | окръг Файет                             | индианско племе |
| 98. Шелби       | 1531, (23), 1,05                             | 13 173, (61), 0,42                                          | 8,60               | Харлан                 | 15 януари 1851        | окръг Кас                               | Йосая Шелби (1750 – 1826), американски генерал, герой от вайната през 1812 г.                                              |
| 99. Юниън       | 1098, (92), 0,75                             | 12 309, (65), 0,39                                          | 11,21              | Крестън                | 15 януари 1851        | окръг Кларк                             | „съюз“, названието на северните щати по време на Гражданската война                                                        |
| Айова           | 145 746, (26), 1,53                          | 3 156 145, (30), 0,96                                       | 21,66              | Де Мойн                | 28 декември 1846 (29) | френската колония Луизиана              | река Айова, десен приток на Мисисипи                                                                                       |